# Bolyeria multocarinata
Bolyeria multocarinata – wymarły gatunek węża z rodziny Bolyeriidae.

## Zasięg występowania
B. multocarinata występował na Mauritiusie (włącznie z Round Island).

## Taksonomia
Gatunek po raz pierwszy naukowo opisał w 1827 roku niemiecki zoolog Friedrich Boie nadając mu nazwę Eryx multocarinata. Jako miejsce typowe odłowu holotypu Boie wskazał „Port Jackson”. Rodzaj opisał w 1842 roku brytyjski zoolog John Edward Gray.